# Traquet du Congo
Myrmecocichla tholloni
Espèce
Statut de conservation UICN

 LC  : Préoccupation mineure
Le Traquet du Congo (Myrmecocichla tholloni) est une espèce de passereau de la famille des Muscicapidae.

## Étymologie
Son épithète spécifique est en l'honneur de François-Romain Thollon (de) (1855−1896), sous-chef de l’école de botanique au Muséum national d’histoire naturelle et collecteur de spécimens au Congo et au Gabon.

## Répartition
Son aire dissoute s'étend à travers le sud-ouest du bassin du Congo, le centre de l'Angola ainsi qu'en république centrafricaine.